# Martin Paul Keins
Martin Paul Keins (ur. 20 marca 1883 w Królewskiej Hucie (obecnie Chorzów, prawdopodobnie zamordowany przez hitlerowców w 1941) – kupiec, radny miejski, przewodniczący Izraelickiej Gminy Wyznaniowej w Królewskiej Hucie (obecnie Chorzów).

## Życiorys
Urodził się w żydowskiej rodzinie kupieckiej. Ojciec Isaac był właścicielem dużej firmy meblowej, założonej w 1868 w Królewskiej Hucie (obecnie Chorzów).
Jako 25 latek odziedziczył firmę po śmierci ojca w 1908, uruchomił także wyrób mebli oraz atelier wnętrzarskie. Zaangażował się także w działalność w Związku Kupieckim.
W sierpniu 1914 zgłosił się na ochotnika do niemieckiej armii, walczył na froncie, został odznaczony za udział w walkach.
Po przyłączeniu Królewskiej Huty (obecnie Chorzów) do Polski, dwukrotnie (1923 oraz 1929) wybierany w skład kolegium reprezentantów Izraelickiej Gminy Wyznaniowej. Od marca 1930 przez cztery lata pełnił funkcję jej prezesa.
W latach 1928–33 przewodniczący miejscowego Związku Kupców Żydowskich.Działacz oddziału Deutscher Volksbund.
Dwukrotnie, we wrześniu 1926 oraz w maju 1930 wybierany do Rady Miejskiej Królewskiej Huty (obecnie Chorzów), z listy Deutsche Wahlgemeinschaft der Katolischen Volkspartei und der Deutschen Partei.
Po wybuchu II wojny św., hitlerowcy wywieźli z miasta większość Żydów, według ustaleń historyków, w maju 1940 pozostało ich w mieście niewiele ponad pięciuset.
Ostatni przewodniczący Izraelickiej Gminy Wyznaniowej w Królewskiej Hucie (obecnie Chorzów), ostatni zachowany dokument z jego podpisem datowany jest na 23 lipca 1941.
Prawdopodobnie w połowie 1941 roku został zamordowany przez hitlerowców